# Oosterhout (Haarlem)
Oosterhout is een historische buitenplaats in de Noord-Hollandse stad Haarlem.  De buitenplaats bevindt zich aan de Oosterhoutlaan en is gelegen in de wijk Houtvaartkwartier in Haarlem Zuid-West. Oosterhout strekt zich uit tot aan de westelijke oever van het Spaarne en ligt in de karakteristieke bocht die bekendstaat als De Kom.
De buitenplaats werd aangelegd in de eerste helft van de 17e eeuw en kende in de loop der eeuwen meerdere vooraanstaande eigenaren. Vanaf de 20e eeuw zijn grote delen van het landgoed bebouwd met een villawijk, en sinds de Tweede Wereldoorlog doet het landhuis dienst als schoolgebouw. Sinds 27 november 1969 is Oosterhout aangewezen als rijksmonument.

## Geschiedenis

### 17e eeuw
Tussen 1614 en 1630 verwierf de Amsterdamse burgemeester Jan Corneliszoon Geelvinck verschillende tuin- en weilanden aan het Spaarne. Rond 1630 werd op deze gronden de buitenplaats ‘‘Oosterhout’’ aangelegd, met een geometrische, later barokke tuinaanleg. Vermoedelijk werd eerst het terrein afgegrensd, beplant en ingericht, waarna het landhuis volgde. Uit de dakgoten zijn ooit loden plaatjes met het jaartal 1640 gevonden. Het terrein had een lange oprijlaan naar de Kleine Houtweg, een symmetrische indeling met zichtassen en een haventje aan het Spaarne. Oosterhout behoort daarmee tot de vroegst aangelegde buitenplaatsen in de regio. Er hoorde ook een aan het Spaarne gelegen oliemolen bij.
Geelvinck, een koopman die onder andere handelde met Rusland en zelfs schepen verkocht aan Spanje terwijl de Republiek met dat land in oorlog was, werd twaalf keer burgemeester van Amsterdam. Hij kwam door zijn huwelijken met regentendochters in hogere kringen terecht en werd door Vondel geprezen als voorvechter van vrede en kunsten.
Na zijn overlijden in 1651 erfde zijn zoon Cornelis Geelvinck de buitenplaats. Ook hij was meerdere keren burgemeester van Amsterdam, maar woonde vermoedelijk niet op Oosterhout. Na zijn dood in 1689 bleef het bezit enige tijd in handen van zijn zusters Eva Geelvinck, gehuwd met Hendrick Bicker, en Agatha Geelvinck, gehuwd met Frederick Alewijn.

### 18e eeuw
In 1707 werd de hofstede, die omschreven werd als “aan het Sparen achter den Hout” te huur aangeboden. In 1716 verkochten Sara Hinloopen, de weduwe van Bicker en leden van de familie Alewijn het goed aan David Mattheus de Neufville, een doopsgezinde zijdefabrikant uit Amsterdam en eigenaar van de aangrenzende buitenplaats Spaar en Hout. Oosterhout besloeg toen bijna 10 hectare. Hij voegde een deel van het terrein bij Spaar en Hout en gebruikte het overige als zelfstandige buitenplaats.
Na De Neufvilles overlijden in 1731 verkocht zijn weduwe Jacoba Elisabeth van Gelder het verkleinde Oosterhout in 1734 aan Reynaldus van der Linden. Deze overleed spoedig, waarna zijn weduwe Maria Commelin het goed in 1735 verkocht aan François Lestevenon, schepen en tweemaal burgemeester van Amsterdam. Lestevenon trouwde met Sara Trip en later met Elisabeth Alewijn, beide telgen uit vooraanstaande regentenfamilies. Hij liet Oosterhout verfraaien tot een waar lusthof, waarbij de strakke barokke tuinaanleg plaatsmaakte voor een rococo-ontwerp met slingerende paden – een voorbode van de Engelse landschapsstijl.

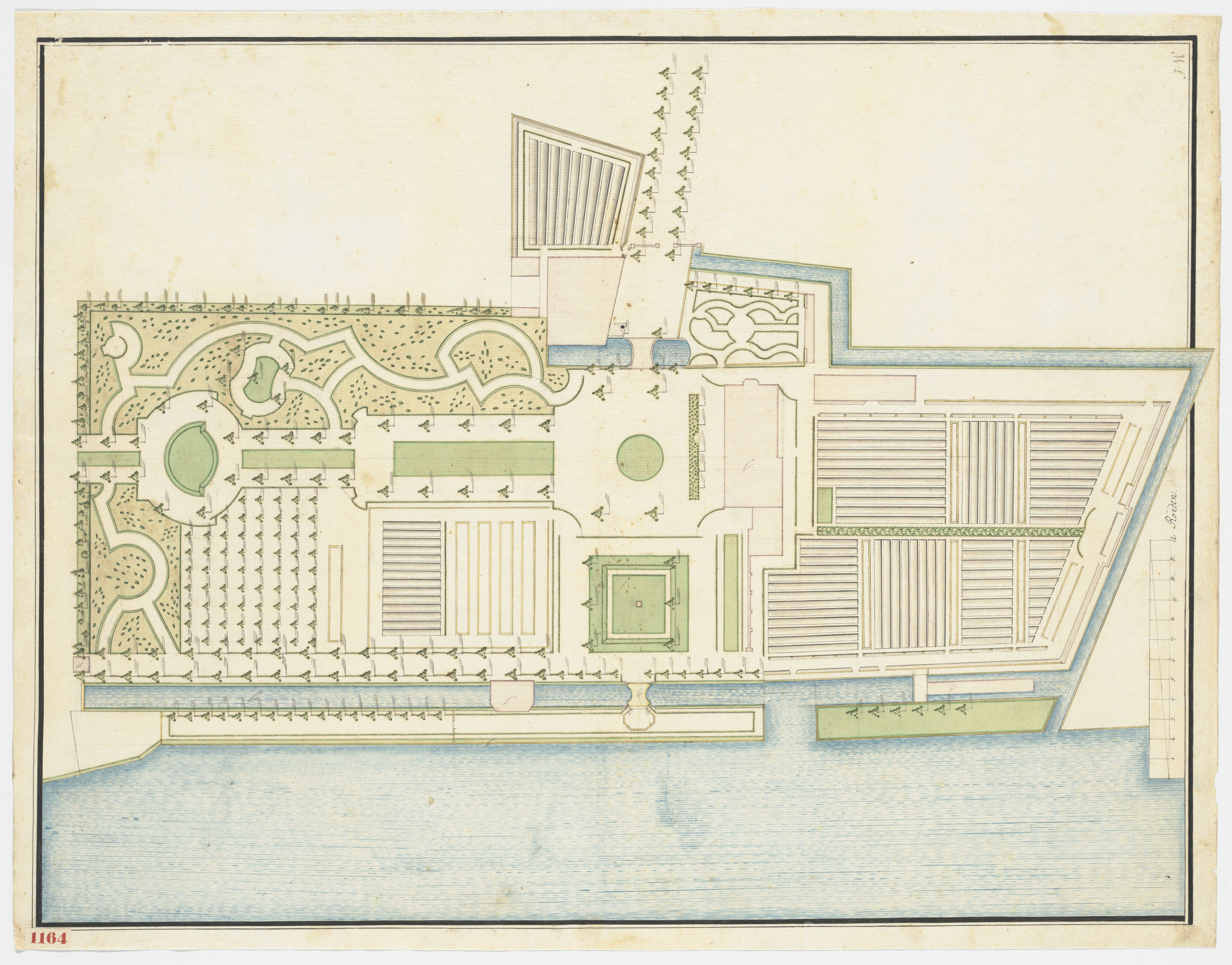
Plattegrond van de buitenplaats Oosterhout aan het Spaarne in een speelse rococo-aanleg. Het Spaarne ligt onder en het noorden ligt rechts (1758 - 1762)

Na zijn overlijden in 1767 verkochten zijn schoonzonen het goed aan Jan Clifford, bankier, VOC-bewindhebber, schepen en burgemeester van Amsterdam. Hij was zoon van George Clifford en Maria Bouwens, bekend van buitenplaats Hartekamp. Na zijn dood in 1772 en het faillissement van het huis Clifford werd Oosterhout in 1773 verkocht aan Jacob Feitama Willemszoon, keurmeester van hop en katoenhandelaar. Hij liet de tuin herinrichten in Engels landschapsstijl met de aanleg van een slingervijver, die nog zichtbaar is in het latere Haarlemmerhoutpark. Hij breidde het terrein uit met onder andere een weiland bij het Mennistenbosje.

### 19e eeuw
In 1803 verkocht schoonzoon Marinus Adrianus Perpetuus Smissaert Oosterhout aan Marcus Marcelluszoon Broen, een Amsterdamse koopman. In 1806 werd het nabijgelegen Het Maagdenhuis — een voormalige herberg annex boerderij — aan het terrein toegevoegd. Daarna werd de buitenplaats geregeld doorverkocht, waarbij telkens een stuk grond werd bijgekocht, maar het bleef wel in handen van Amsterdamse families.
In 1851 kwam het goed via erfopvolging in handen van C.M. baronesse van Hangest d’Yvoy. Rond 1860 werd W.J.E. Smissaert genoemd als bewoner; hij werd in 1875 tevens eigenaar. In datzelfde jaar stond de sloop van Het Maagdenhuis gepland, waarna het terrein aan de aangrenzende buitenplaats Spaar en Hout zou worden toegevoegd. Smissaert ging op Oosterhout wonen, waarmee het huis voortaan permanent bewoond werd en niet meer enkel zomers gebruikt. Hij overleed er in januari 1880.
In 1880 werd Oosterhout aangekocht door Eliza de Wit, een koopman uit Haarlem. Enkele jaren later, in 1886 kwam de buitenplaats na herhaaldelijke veilingen in handen van Wilhelm Cnoop Koopmans uit Amsterdam. Diens dochter Wies was verloofd met de dichter Herman Gorter, die als scholier regelmatig Oosterhout bezocht en mogelijk inspiratie voor zijn vroege poëzie vond in de omgeving. In 1897 werd Oosterhout gekocht door P. Vermeulen uit Loon op Zand, die het jaar erop overleed. In 1899 verkochten zijn erfgenamen de buitenplaats aan de Amsterdamse projectontwikkelaar R.A.M. Grippeling.

### 20e eeuw
Grippeling liet het terrein grotendeels verkavelen en richtte in 1899 de N.V. Haarlemmerhoutpark op voor de ontwikkeling van een villapark. Daarmee hield Oosterhout op te bestaan als buitenplaats in traditionele zin. Alleen het landhuis, een deel van de oprijlaan en enkele tuinstructuren, zoals de vijver aan de latere Vijverlaan, bleven bewaard. Grippeling ging zelf in het huis, met daaromheen een kleine hectare grond wonen en liet de hoofdingang verplaatsen van de Kleine Houtweg naar de nieuw aangelegde Oosterhoutlaan. Hij verwijderde tevens een deel van de oude bomenrij voor het huis.
In 1923 verkocht Grippeling het huis met bijgebouwen aan de Duitse kunsthandelaar en uitgever Paul Cassirer voor 75.000 gulden. Grippeling behield eerst nog een stuk grond aan het Spaarne, waarop een houten tuinkoepel met schuitenhuis stond. Deze liet hij verplaatsen naar de achterzijde van het huis, maar besloot in 1925 ook dit perceel aan Cassirer te verkopen. Cassirer liet het huis restaureren door architect Schermers en richtte het huis in als onderkomen voor zijn kunstcollectie. Hij kocht onder andere werken van Vincent van Gogh aan voor zijn kunsthandel. Zijn huwelijk met de beroemde actrice Tilla Durieux eindigde in een vechtscheiding, en in 1926 pleegde hij tijdens een gesprek over de echtscheiding zelfmoord in het kantoor van zijn advocaat. Hierna stond Oosterhout langere tijd leeg of werd het incidenteel verhuurd.

### Moderne tijd

#### Tweede Wereldoorlog
Vanaf september 1939 werd Oosterhout ingericht als militair hospitaal. Kort daarna, in 1940 werd het pand gevorderd door de Duitse bezetter. In 1942 kreeg het Eerste Christelijk Lyceum (ECL) tijdelijk onderdak in het landhuis, nadat hun gebouw aan de Zuider Emmakade door de Wehrmacht was gevorderd. De school bleef er tot 1945 gehuisvest. De landelijke ligging maakte het schoolleven bijzonder, maar in 1944 werd het onderwijs gestaakt wegens gebrek aan verwarming en elektriciteit. Een systeem van schriftelijk huiswerk werd tijdelijk ingevoerd. Rector Van der Elst weigerde mee te werken aan de Duitse eisen om een lijst op te stellen van leerlingen die tewerkgesteld konden worden voor de Wehrmacht en werd daarvoor gevangengezet in Kamp Amersfoort. Na de oorlog nam hij ontslag uit protest tegen het niet-aftreden van een deel van het schoolbestuur dat deze lijst alsnog had opgesteld. Na protestacties van leraren en leerlingen keerde hij terug als rector, nadat het voltallige bestuur was opgestapt. Van der Elst kwam in december 1948 om het leven bij een verkeersongeluk.

#### Coornhert Lyceum (1947–1958)
In 1947 werd het middelbaar onderwijs in de gemeente heringericht en begon het Coornhert Lyceum in Oosterhout met twee brugklassen. Het gebouw bleek spoedig te klein en verouderd. In 1950 kon men na tijdelijke huisvesting elders, terugkeren naar het landhuis, dat inmiddels was uitgebreid met nieuwe lokalen. Toch bleek verdere groei onhoudbaar, en in 1958 verhuisde het Lyceum naar een nieuw gebouw langs de Westelijke Randweg.

#### Karel van Manderlyceum (1958–1974)
Na het vertrek van het Coornhert Lyceum in 1958 nam het Karel van Manderlyceum zijn intrek in Oosterhout. Ook deze school groeide snel. Om ruimte te creëren, werden in de jaren 60 woonboten aan het Spaarne gelegd die dienst deden als leslokalen, en werd aan de voorzijde een gymzaal gebouwd. In 1969 fuseerde de school tot de Spaarne Scholengemeenschap dat in 1974 verhuisde naar het snel groeiende stadsdeel Schalkwijk.

#### School voor Praktijkonderwijs (1974–heden)
Sinds 1974 is het landhuis in gebruik als locatie voor de School voor Praktische Vorming, tegenwoordig de School voor Praktijkonderwijs Oost ter Hout, een vmbo-school voor praktijkgericht onderwijs. In 2014–2015 werd het gebouw grondig gerenoveerd en aangepast aan moderne onderwijsbehoeften. Bij deze renovatie werden de verdwenen luiken  aan de gevel en de entree via de hoofdingang in ere hersteld. Anno 2025 is de school nog altijd in het landhuis Oosterhout gevestigd.

## Lijst van bewoners

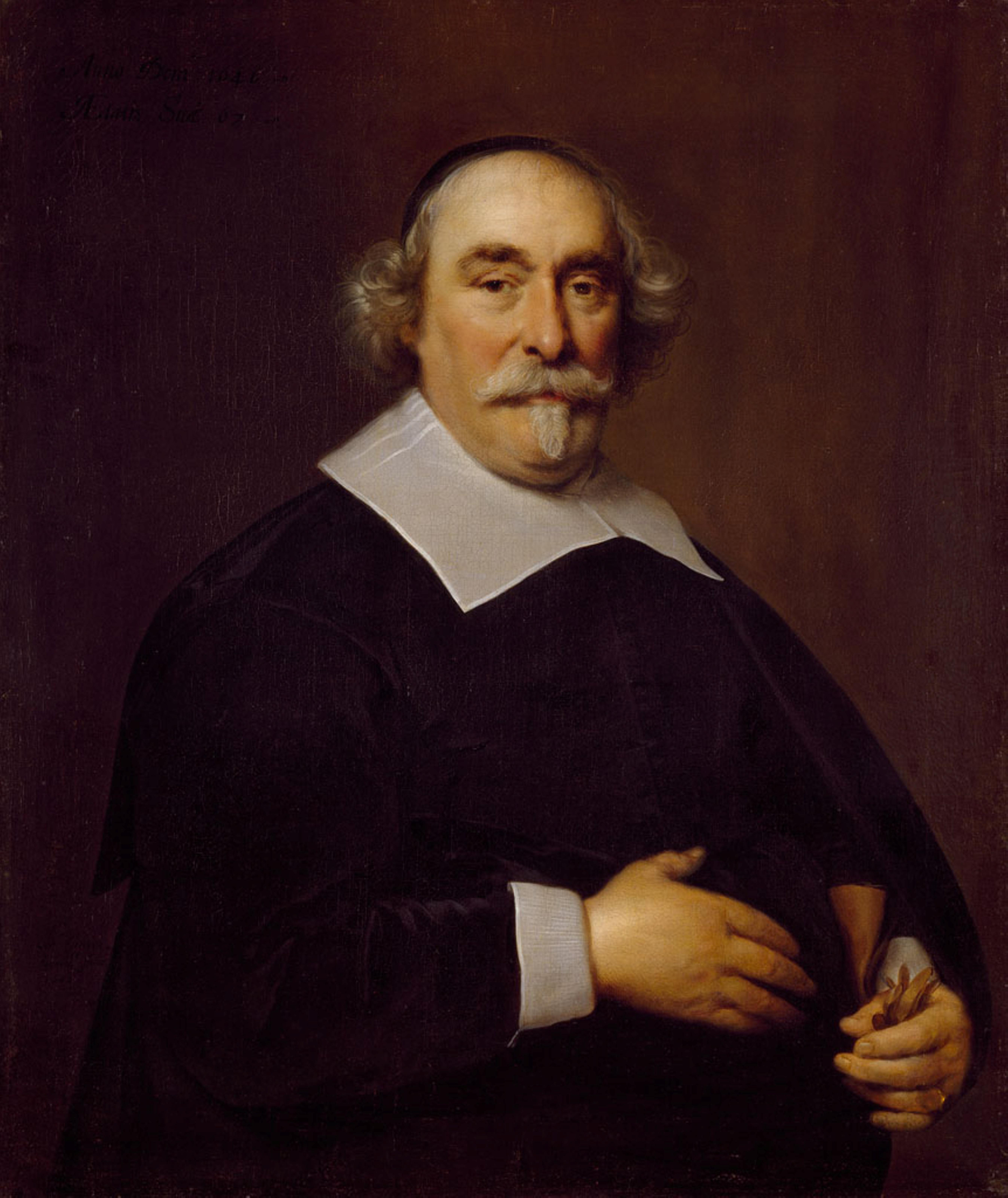
Jan Cornelisz Geelvinck de eerste bewoner van Oosterhout

- 1630 - 1651 Jan Corneliszoon Geelvinck
- 1651 - 1689 Cornelis Geelvinck x Margaretha Bicker
- 1689 - Eva Geelvinck x Hendrick Bicker en Agatha Geelvinck x Frederick Alewijn
- 1722 - 1731 David Mattheus de Neufville x Jacoba Elisabeth van Gelder
- 1731 - 1734 Jacoba Elisabeth van Gelder
- 1734 - 1735 Reynaldus van der Linden x Maria Commelin
- 1735 - 1767 François Lestevenon
- 1767 - 1772 Jan Clifford x Anna Wolters
- 1772 - 1773 Anna Wolters
- 1773 - 1797 Jacob Feitama Willemszoon
- 1797 - 1803 familie Feitama
- 1803 - Marcus Marcelluszoon Broen
- – 1851 Catharina Broen
- 1851 - C.M. baronesse van Hangest d’Yvoy
- 1875 - 1880 W.J.E. Smissaert
- 1880 - 1885 Eliza de Wit
- 1886 - 1897 Wilhelm Cnoop Koopmans
- 1897 - 1898 P. Vermeulen
- 1899 - R.A.M. Grippeling (NV Haarlemmerhoutpark)
- 1923 - 1926 Paul Cassirer x Tilla Durieux

## Varia
- In de in 1935 verschenen roman Een Hollandsch drama van Arthur van Schendel diende Oosterhout als inspiratie voor de beschrijving van het in het verhaal aanwezige landhuis.